# USA-193
يو إس إيه-193 (بالإنجليزية:USA 193) وكان معروفا أيضا باسم NRO Launch 21 ؛ هو قمر صناعي أمريكي تجريبي للتجسس، يشغله مكتب الاستطلاع الوطني. كانت مهمة القمر سرية، كما كان إطلاقه هو الأول لائتلاف الإطلاق المتحد. ومن المحتمل أن كان خليفة للقمر الصناعي «لاكروس» الذي كان يعمل بالرادار.

## البعثة
أقلع
NROL 21 في 14 ديسمبر 2006
من قاعدة فاندنبير للقوات الجوية على قمة صاروخ دلتا 2 إلى الفضاء. وقام بالإقلاع المؤسسة «ينايتد لونش أليانس» التي كانت قد أسست قبل الإقلاع بوقت قصير. وصل وزن القمر الصناعي نحو 2270 كيلوجرام.
بعد وصول الصاروخ المدار المخطط له على ارتفاع بين 351 و 367 كيلومتر وزاوية ميل بالنسبة لخط الاستواء قدرها 5 و58 درجة أطلق عليه اسم يو إس إيه 193، وهي تسمية تخص الأقمار الصناعية الأمريكية للأغراض العسكرية. ولكن أنقطع الاتصال بين القمر الصناعي ومركز المتابعة والتحكم على الأرض بعد وصوله المدار بساعات. وبينت المشاهدة بتلسكوبات هواة الأرصاد أن ألواح الخلايا الشمسية المزود بها القمر الصناعي لم تنفتح مما يعني أن القمر الصناعي أصبح بدون مصدر للكهرباء. ثم تعطل ضبط درجة الحرارة أيضا بحيث أنه من المحتمل أن ما كان يحمله القمر الصناعي من وقود في صورة هيدرازين قد تجمد.

## بدء انخفاض المدار
نشرت الصحف في يناير 2008 عن قمر صناعي لم تذكر اسمه أنه قد خرج عن مداره وأصيح في سبيل السقوط على الأرض خلال عدة أسابيع. ثم أعلنت الجهات الرسمية في الولايات المتحدة عن صدق هذا النبأ وأنه «ربما» يختص بالقمر الصناعي يو إس إيه-193. وحتى يوم 11 فبراير 2008 انخفض ارتفاع مداره نحو 100 كيلومتر بحيث وصل ارتفاعة عن سطح الأرض نحو 255 كيلومتر. كان القمر الصناعي ينخفض بمعدل 7 و0 كيلومتر يوميا. وبسبب الاحتكاك المتزايد للقمر الصناعي بجو الأرض يتزايد معدل هبوطه وكان من المتوقع سقوطة على الأرض خلال شهر مارس 2008.
وشاعت أنباءأن القمر الصناعي يحمل موادا خطرة، وعلى الأخص مايحمله من هيدرازين كوقود لمحركه وهي مادة سامة. بالإضافة إلى ما يحمله من البريليوم.
كما أشيعت أخبار في صحيفة «أوبزيرفر جارديان» عن وجود مواد مشعة أيضا على ظهر القمر الصناعي تستخدم لإمداده بالطاقة.,. ولكن أحد المتحدثين الأمركيين من مجلس الأمن الوطني أكد أنه لا توجد مواد مشعة في هذا القمر الصناعي.

## الإسقاط

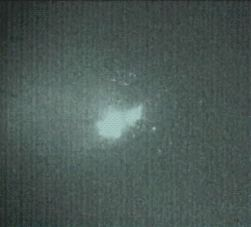
شطايا وكرة نارية نتجت عن اصطدام صاروخ SM-3 ب USA 193 (صورة بالتلسكوب).

وبدأت أنباء تصدر عن تخطيط لإسقاط القمر الصناعي. وأعلن في 14 فبراير 2008 أنه من المخطط تفجير القمر الصناعي قبل هبوطة إلى نطاق الغلاف الجوي الكثيف للأرض بواسطة أحد الصواريخ المضادة للصواريخ، وذلك بغرض حماية سكان الأرض من نحو 500 كيلوجرام من الهيدرازين المتجمد الموجودة على متنه.
وكان التخوف من أن يحمي خزان القمر الصناعي الهيدرازين من حرارة دخول جو الأرض ويتبقى حتى الوصول إلى سطح الأرض وما ينتج عن ذلك من تهديد للسكان في منطقة سقوط غير متحكم فيه. ورأت الخطة استخدام صاروخ من نوع ستاندارد ميسايل 3 يوجه إلى القمر الصناعي فوق المحيط الهادي من المدمرة الأمريكية USS Lake Erie. وأذيعت أخبار آنذاك بأن العملية ليست بغرض حماية تقنية أمريكية من الوقوع في أيدي دول أخرى أو أنها ردا على عملية قامت بها الصين عام 2007 لتجربة صاروخ مضاد للصواريخ.
وقد أسقط القمر الصناعي بنجاح في يوم 21 فبراير 2008 في تمام الساعة 3:26 بحسب التوقيت العالمي المنسق بواسطة صاروخ ستاندارد ميسايل 3 معدا لهذا شمالا من هاواي على ارتفاع 247 كيلومتر. وقامت المدمرتان الأمريكيتان «يو إي إس راسل» و «يو إس إس ديكاتور» بمتابعة وتسجيل بيانات الرادار وبينات مسيرة الصاروخ، ولم ينتج عن الاصطدام قطعا من القمر الصناعي أكبر من كرة قدم. واحترقت آخر قطعة باقية من القمر الصناعي «يو إس إيه 193» في الجو في 9 أكتوبر 2008.

## مجموعة صور

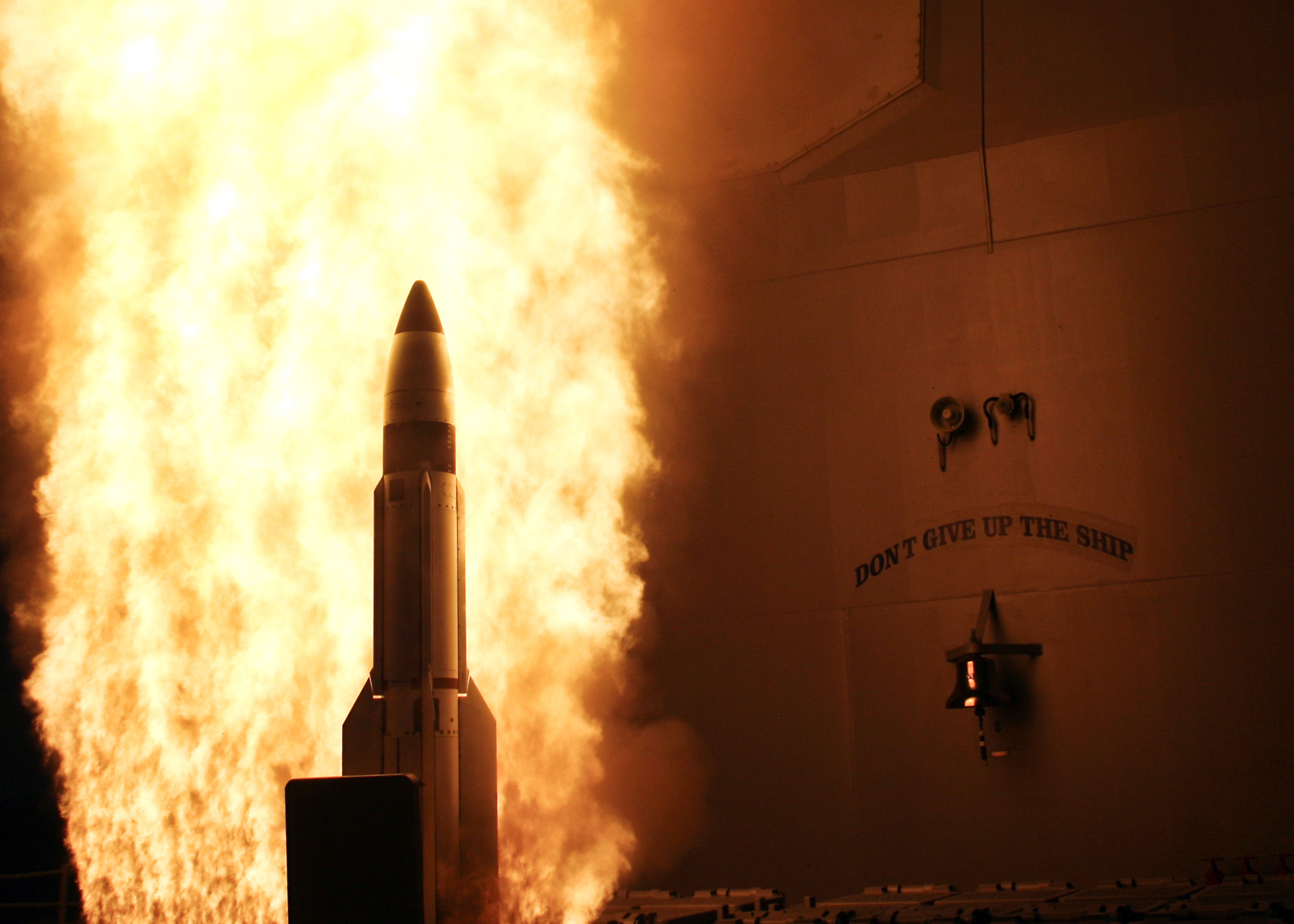
إقلاع SM-3 من المدمرة "ليك إيري" لتدمير "يو إس 193"
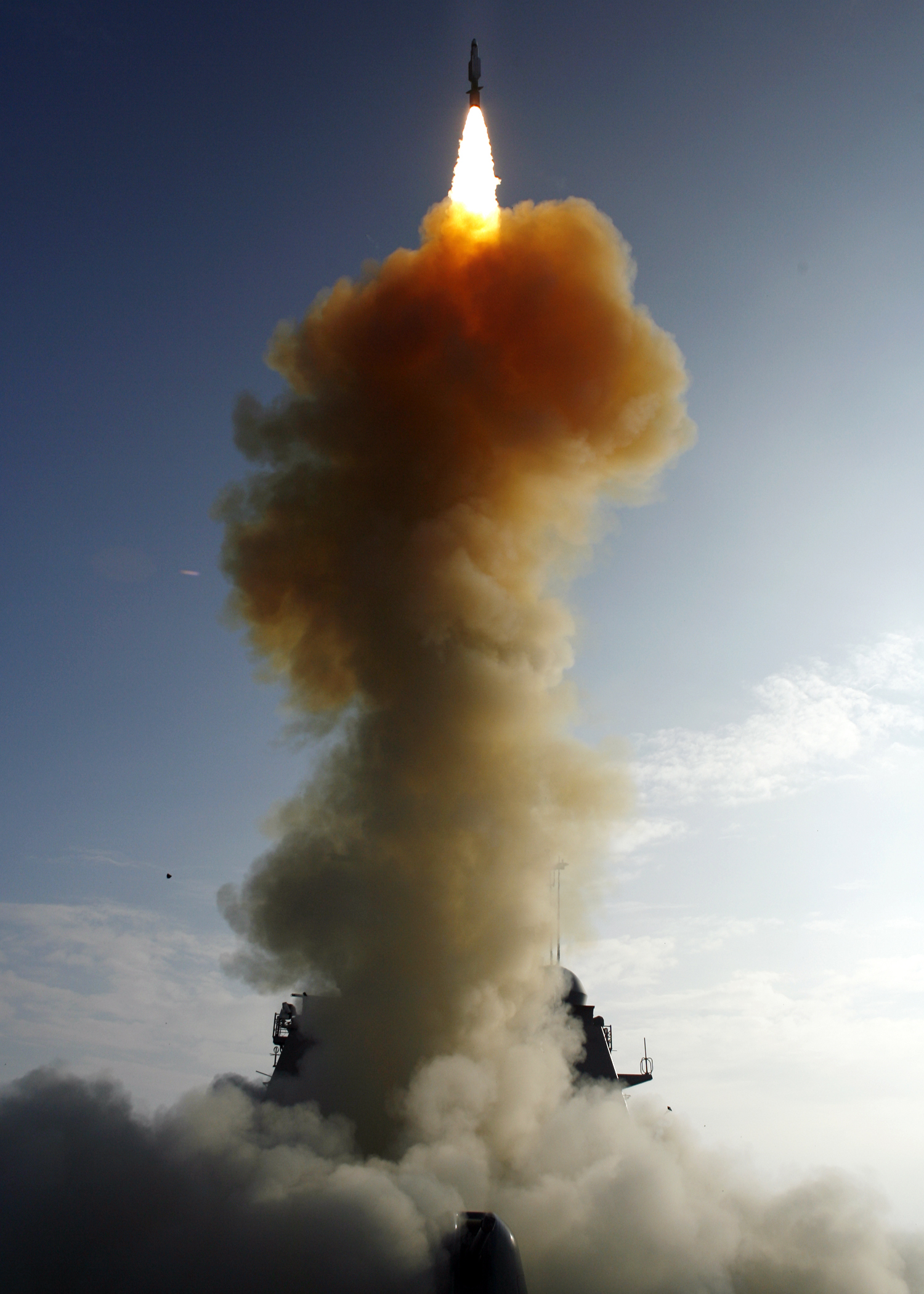
الصاروخ SM-3 بعد الإقلاع
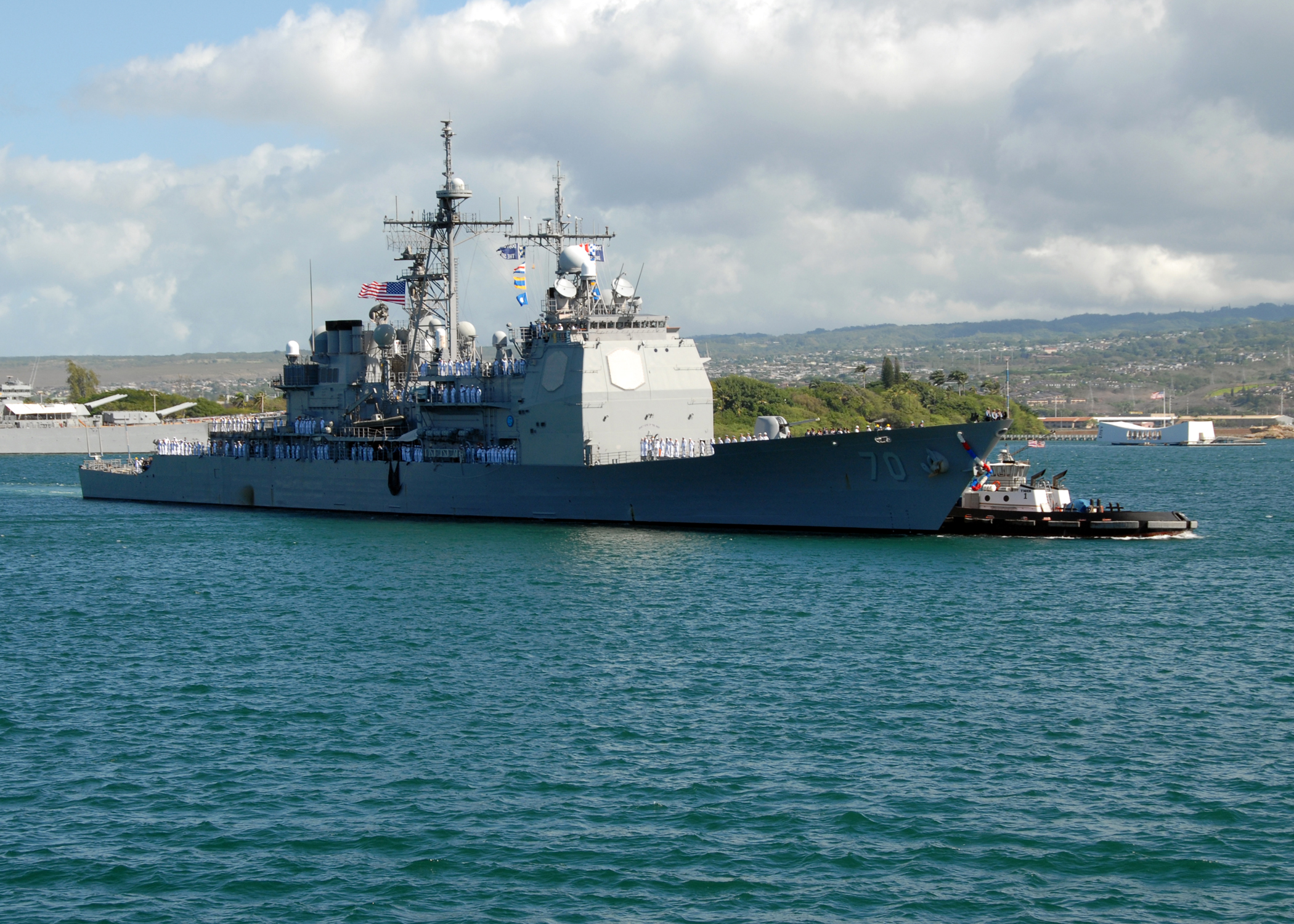
يو أس أس ليك إيري